# Silva Island
Silva Island (englisch; spanisch Islote Silva) ist eine kleine Insel im Archipel der Südlichen Shetlandinseln. Sie liegt östlich von Canales Island in der Montecinos Cove, einer Nebenbucht der Discovery Bay von Greenwich Island.
Wissenschaftler der 2. Chilenischen Antarktisexpedition (1947–1948) nahmen Vermessungen vor und benannten die Bucht. Namensgeber ist Major Raúl Silva Maturana, Leiter der Delegation des chilenischen Heeres an Bord der Angamos bei der 1. Chilenische Antarktisexpedition (1946–1947). Das UK Antarctic Place-Names Committee übertrug diese Benennung 2005 ins Englische.